# Maiden and Men
Maiden and Men est un film muet américain réalisé par Allan Dwan et sorti en 1912.

## Synopsis
Une jeune fille vit seule avec son père dans la montagne. Petit à petit, elle sent sa féminité s'épanouir. Un soir, elle s'enfuit de chez elle et se fait engager comme aide-ménagère dans un ranch tenu par une femme. Bien vite, la promiscuité de cow-boys brutaux et hâbleurs va se transformer pour elle en une terrible épreuve…

## Fiche technique
- Titre : Maiden and Men
- Réalisation : Allan Dwan
- Genre : Western
- Production : American Film Manufacturing Company
- Durée : 14 minutes
- Date de sortie :
  - États-Unis : 4 novembre 1912

## Distribution
- Pauline Bush : la jeune fille
- Jack Richardson
- J. Warren Kerrigan
- Louise Lester : la patronne du ranch
- George Periolat : le père